# Isola Léonie
L'isola Léonie è la più grande e la più occidentale delle isole Léonie, con un diametro di 2 chilometri e un'altezza di 455 metri, situata all'ingresso della baia di Ryder lungo il lato sud-orientale dell'isola di Adelaide, in Antartide. Fu scoperta e così chiamata da Jean-Baptiste Charcot durante la spedizione antartica francese del 1908–10.
L'isola, insieme a tutto l'arcipelago e insieme all'area sud-orientale dell'Isola Adelaide, fa parte dell'Area Specialmente Protetta dell'Antartide identificata con codice ASPA 177.